# Leslie Brooks
Leslie Brooks, pseudonimo di Virginia Leslie Gettman (Lincoln, 13 luglio 1922 – Sherman Oaks, 1º luglio 2011), è stata un'attrice statunitense.

## Biografia
Dopo l'inizio come modella e cover girl, fece alcune apparizioni non accreditate in film quali Le fanciulle delle follie (1941) di Robert Z. Leonard e Busby Berkeley, Ribalta di gloria (1942) di Michael Curtiz e Un evaso ha bussato alla porta (1942) di George Stevens. Dopo aver firmato un contratto con la Columbia Pictures e assunto il nome d'arte Leslie Brooks, interpretò una ventina di film, spesso in ruoli da antagonista in pellicole come Non sei mai stata così bella (1942) di William A. Seiter, Underground Agent (1942) di Michael Gordon, Blonde Ice (1948) di Jack Bernhard e Jim lo sfregiato (1948) di Steve Sekely, che rimase la sua ultima apparizione per oltre vent'anni.
Tornò sul grande schermo nel 1971 in How's Your Love Life? di Russel Vincent, prima di abbandonare definitivamente la carriera cinematografica e ritirarsi a Sherman Oaks in California, dove visse con la famiglia fino alla sua morte avvenuta nel 2011, all'età di 88 anni.
È sepolta nel Forest Lawn Memorial Park di Hollywood Hills.

## Vita privata
Leslie Brooks fu sposata dal 1945 al 1948 con l'ex marine Donald Anthony Shay, dal quale ebbe una figlia, Leslie Victoria, e dal 1950 al 2011 con l'attore Russ Vincent, dal quale ebbe tre figlie, Dorena Marla, Gina e Darla.

## Filmografia

### Cortometraggi

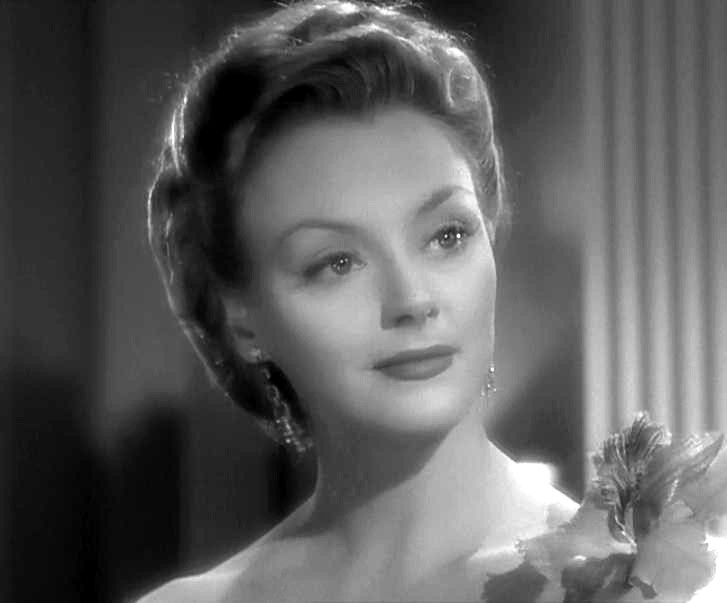
Leslie Brooks in Jim lo sfregiato (1948).

- The Playgirls, regia di Jean Negulesco (1942)
- Screen Snapshots 1860: Howdy, Podner, regia di Ralph Staub (1949)

### Lungometraggi
- Le fanciulle delle follie (Ziegfeld Girl), regia di Robert Z. Leonard e Busby Berkeley (1941) - non accreditata
- Navy Blues, regia di Lloyd Bacon (1941) - come Loraine Gettman
- The Body Disappears, regia di D. Ross Lederman (1941) - scene cancellate
- Benvenuti al reggimento! (You're in the Army Now), regia di Lewis Seiler (1941) - come Loraine Gettman
- Il signore resta a pranzo (The Man Who Came to Dinner), regia di William Keighley (1942) - non accreditata
- Ribalta di gloria (Yankee Doodle Dandy), regia di Michael Curtiz (1942) - non accreditata
- Un evaso ha bussato alla porta (The Talk of the Town), regia di George Stevens (1942) - non accreditata
- Overland to Deadwood, regia di William Berke (1942)
- Lucky Legs, regia di Charles Barton (1942)
- Non sei mai stata così bella (You Were Never Lovelier), regia di William A. Seiter (1942)
- Underground Agent, regia di Michael Gordon (1942)
- Città senza uomini (City Without Men), regia di Sidney Salkow (1943)
- Two Señoritas from Chicago, regia di Frank Woodruff (1943)
- What's Buzzin', Cousin?, regia di Charles Barton (1943) - non accreditata
- Nine Girls, regia di Leigh Jason (1944)
- Fascino (Cover Girl), regia di Charles Vidor (1944)
- Stanotte ed ogni notte (Tonight and Every Night), regia di Victor Saville (1945)
- I Love a Bandleader, regia di Del Lord (1945)
- The Man Who Dared, regia di John Sturges (1946)
- It's Great to Be Young, regia di Del Lord (1946)
- The Secret of the Whistler, regia di George Sherman (1946)
- Cigarette Girl, regia di Gunther von Fritsch (1947)
- Il segreto di Mary Harrison (The Corpse Came C.O.D.), regia di Henry Levin (1947)
- The Cobra Strikes, regia di Charles Reisner (1948)
- Amore sotto coperta (Romance on the High Seas), regia di Michael Curtiz e Busby Berkeley (1948)
- Blonde Ice, regia di Jack Bernhard (1948)
- Jim lo sfregiato (Hollow Triumph), regia di Steve Sekely (1948)
- How's Your Love Life?, regia di Russel Vincent (1971)